# Тъксийдоумун
„Тъксийдомун“ (на английски: Tuxedomoon) е експериментална, пост-пънк, ню уейв рок и джаз група, сформирана в Сан Франциско, Калифорния, САЩ през 1977 г.
Единствените постоянни членове през целия период на нейното съществуване са Блейн Л. Райнингер, Стивън Браун и Питър Принсипъл.

## История
Сформирана е през 1977 г. от мултиинструменталистите Блейн Л. Райнингер и Стивън Браун (които по онова време са студенти по електронна музика в Сан Франциско Сити Колидж) и с техническата подкрепа на видео артиста Томи Тедлок. Започва да изнася концерти по частни сбирки и да акомпанират на спектакли на театралната група „Ди Ейнджълс ъф Лайт“. Връзката на Браун с театъра позволява на групата да установи контакт и да започне сътрудничество с вокалисти, обръщащи по-специално внимание на визията – това са Грегъри Круикшанк, Викториа Лоу и най-вече Уинстън Тонг, като последният прави връзката с Брус Гедулдиг, който поема грижата за визуалните аспекти в дейността на групата.
„Тъксийдомун“ получава първото си по-широко публично признание през 1978 г., когато подгрява на Дево. Майкъл Белфер, (китара), и Пол Зал (барабани) се присъединяват към нея тъкмо навреме, за да се включат в записите на първото EP на групата No Tears. Лоу напуска групата преди официалното пускане в продажби на албума през 1978 г. Скоро след това Тонг и Белфер също напускат временно и това е моментът, в който басистът Питър Принсипъл влиза в състава.
През 1979 г. „Тъксийдомун“ подписва договор с „Ralph Records“ (лейбъла на „Дъ Резидънтс“), с който записват следващите си 2 албума Half Mute (1980) и Desire (1981), след което се преместват в Ротердам и остават там за кратко, преди да се прехвърлят в Брюксел, водени от надеждата, че звученето им би било по-добре прието като част от европейската електронна сцена.
Малко по-късно групата създава музиката към балета Divine на Морис Бежар, чиято официална премиера се състои през 1982 г. Групата издава музиката под формата на албум със същото име. През 1983 г. Райнингер напуска формацията, за да продължи със собствена кариера и това е моментът, в който тромпетистът Люк ван Лийсхоут се присъединява към състава. През 1985 г. „Тъксийдомун“ постига своя най-гоолям комерсиален успех с международно издадения албум Holy Wars. Малко след това Тонг напуска формацията за 2-ри път. Мултиинструменталистът от български произход Иван Георгиев влиза в групата и участва в записите на следващите ѝ 2 албума Ship of Fools (1986) и You (1987).
Групата не функционира през по-голямата част от 1990-те години, без да е обявявала, че се разпада. Членовете ѝ изнасят концерти в различни конфигурации, с други музиканти или с членове на Тъксийдомун, без да използват името Тъксидомуун. Част от тези изпълнения (включващи и композиции на „Тъксийдомун“, вариации и импровизации по мотиви от парчета на „Тъксидомуун“ и съвсем нови мелодии) са издадени като концертни албуми. През 1990 г.е издаден сборният концертен албум 10 Years in One Night.
На 20 юли 2004 г. „Тъксийдомун“ се събират отново в състав, състоящ се от Блейн Л. Райнингер, Стивън Браун, Питър Принсипъл и Люк ван Лийсхоут и издават първия си от 10 години студиен албум Cabin in the Sky. В този си състав, формацията продължава да композира, да записва, да изнася концерти и да прави световни турнета и до настоящия момент. През 2006 е записан и издаден албумът Bardo Hotel Soundtrack. По повод 30-ия си рожден ден през 2007 г. „Тъксийдомун“ издава студийния албум Vapour Trails. Всичките 4 музиканти живеят в различни държави (Мексико, Гърция и др.), без това да е пречка за работата им.
На 25 септември 2011 г. групата изнася първия си концерт в България – в „Модерен театър“ в София.

## Дискография

### Студийни албуми
- Half Mute, 1980
- Joeboy in Rotterdam, 1981
- Desire, 1981
- Divine, 1982
- Suite En Sous-Sol-Time to Lose, 1982
- Holy Wars, 1985
- Ship of Fools, 1986
- You, 1987
- The Ghost Sonata, 1991
- Joeboy in Mexico, 1997
- Soundtracks – Urban Leisure, 2002
- Cabin in the Sky, 2004
- Bardo Hotel Soundtrack, 2006
- Vapour Trails, 2007

### Сингли и малки албуми
- Pinheads on the Move, 1978
- No Tears, 1978
- The Stranger, 1979
- Scream With a View, 1979
- What Use? / Crash, 1980
- Dark Companion / 59 to 1 Remix, 1980
- Urban Leisure (flexi), 1980
- Une Nuit au Fond de la Frayere, 1981
- What Use? – remix, 1982
- Why is She Bathing?, 1982
- Time to lose, 1982
- Night Air, 1983
- Short Stories, 1983
- Soma, 1984
- Tales from the New World (3 x 12 inch collection), 1984
- Boxman, 1987
- You, 1987
- No Tears '88], 1988
- Michael's Theme, 1988

### Концертни албуми
- Ten Years in One Night (live), 1988
- Live in St. Petersburg, 2002

### Компилации
- Subterranean Modern, 1979
- Savoy Sound – Wave Goodbye (CD Presents, 1981)
- A Thousand Lives by Picture, 1983
- Pinheads on the Move, 1987
- Solve et Coagula, 1994
- Remixes & Originals, 2000

### Албуми катоBlaine L. Reininger
- Broken Fingers (Les Disques du Crépuscule, 1982)

## Филмография
- Downtown 81
- TV Party
- Wings of Desire